# Гимнокалициум крохотный
Гимнокалициум крохотный (лат. Gymnocalycium parvulum) — кактус из рода Гимнокалициум.

## Описание
Стебель шаровидный, коричнево-зелёный. Рёбер 13, ареолы крупные, высокие. Радиальных колючек 5-7, они прижаты к стеблю, некоторые изогнуты. Цветки белые.

## Распространение
Встречается в аргентинской провинции Сан-Луис.